# Himbeertorte

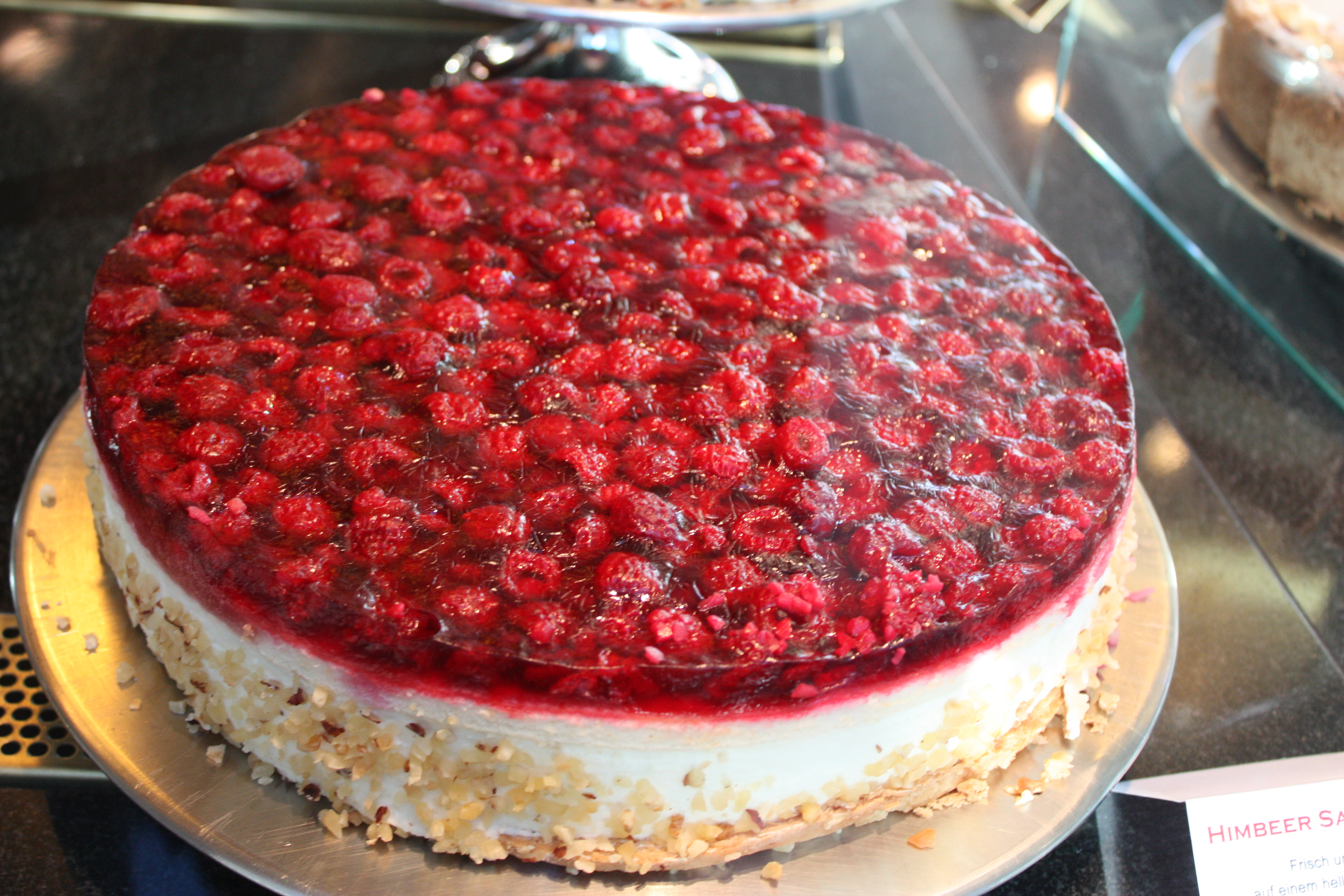
Quark-Sahnetorte mit Himbeeren

Eine Himbeertorte  (umgangssprachlich regional auch Himbeerkuchen) ist eine Obsttorte, die geschmacklich durch Himbeeren als Hauptzutat geprägt ist.

## Geschichte und Zubereitung
Die Himbeertorte, beziehungsweise der Himbeerkuchen, ist in Europa durch Rezepte ab 1786 nachweisbar. In der polnischen Küche ist die Himbeertorte als Tort malinowy als eine regionale Backspezialität bekannt.
Für die bei der Himbeertorte verwendeten vorgebackenen Tortenböden werden vorrangig Mürbeteigböden verwendet, auf die eine Schicht Biskuit gelegt wird. Es werden immer frische Himbeeren oder Himbeerstückchen verwendet, die mit Tortenguss fixiert werden. Beim Himbeerkuchen wird hingegen vorwiegend Rührteig verwendet.
Es gibt auch Himbeerschnitten, die als Hauptzutaten Himbeeren, Sahne und Kekse enthalten. In der Konditorei, sowohl als auch in der Bäckerei, werden zudem Dinkel-Frucht Schnitten mit Himbeeren angeboten.